# 159-та резервна дивізія (Третій Рейх)
159-та резервна дивізія (Третій Рейх) (нім. 159. Reserve-Division) — резервна піхотна дивізія Вермахту за часів Другої світової війни. 29 вересня 1944 року переформована на 159-у піхотну дивізію.

## Історія
159-та резервна дивізія сформована 1 жовтня 1942 року у Франкфурті-на-Майні шляхом переформування дивізії № 159, що входила до складу сил резервних військ Вермахту. Відразу після завершення формування дивізію перекинули до окупованої Франції в район Осер—Бар-ле-Дюк—Шомон-сюр-Ер—Труа, де вона виконувала окупаційні функції до листопада 1942 року. 11 листопада 1942, незабаром після висадки союзних військ у Північній Африці, дивізія у складі 66-го резервного корпусу та іншими формуваннями 7-ї армії генерала Ф. Долльмана брала участь в окупації вільної Французької зони та роззброєнні французьких збройних сил уряду Віші.
Надалі дивізія передислокувалась до району Віші—Клермон-Ферран—Ріон—Сент-Етьєн, де німецькі війська зі складу з'єднання продовжували ведення активних антипартизанських дій, інтенсивність яких значно зросла у передбаченні вторгнення союзних військ до Франції. Водночас, частини дивізії виконували завдання з окупації регіону Центрального масиву, аж до іспансько-французького кордону. У січні 1944 року 159-ту резервну дивізію передислокували на захід на узбережжя Біскайської затоки в район Бордо, для забезпечення протидесантної оборони.
Після висадки союзних військ на територію континентальної Франції, німецька дивізія відступила з боями на схід до Пуатьє, далі на Безансон та Віллесексель. 29 вересня 1944 року у районі Бельфор дивізія була реорганізована та перетворена на 159-у піхотну дивізію.

## Райони бойових дій
- Франція (жовтень 1942 — серпень 1944).

## Командування

### Командири
- генерал-лейтенант Герман Меєр-Рабінген (нім. Hermann Meyer-Rabingen) (1 жовтня 1942 — 20 червня 1944);
- генерал-майор Аксель Шмідт (нім. Axel Schmidt) (20 червня — 8 вересня 1944);
- генерал-лейтенант Альбін Наке (нім. Albin Nake) (8 — 29 вересня 1944).

### Підпорядкованість
| Час      | Корпус       | Армія       | Група армій (округ) | Штаб                     |
| -------- | ------------ | ----------- | ------------------- | ------------------------ |
| 1943     |              |             |                     |                          |
| лютий    | LXXX-й ак    | 1-ша армія  | Група армій «D»     | Центральна Франція       |
| березень | резерв       | —           | Група армій «D»     | Центральна Франція       |
| вересень | LXVI-й рез.к | —           | Група армій «D»     | Центральна Франція       |
| 1944     |              |             |                     |                          |
| січень   | LXVI-й рез.к | —           | Група армій «D»     | Центральна Франція       |
| лютий    | LXXXVI-й ак  | 1-ша армія  | Група армій «D»     | Південно-Західна Франція |
| липень   | LXIV-й ак    | 1-ша армія  | Група армій «D»     | Південно-Західна Франція |
| серпень  | LXIV-й ак    | —           | Група армій «G»     | Бельфор                  |
| вересень | IV. Lw.      | 19-та армія | Група армій «G»     | Бельфор                  |

### Склад
| Вересень 1942                           |
| --------------------------------------- |
| 9-й резервний гренадерський полк        |
| 251-й резервний гренадерський полк      |
| 9-й резервний артилерійський полк       |
| 15-й інженерний батальйон               |
| 1059-те дивізійне управління постачання |